# صلتية
الصلتية هي طائفة من الخوارج افترقت عن فرقة العجاردة بعد سجن عبد الكريم بن عجرد.
أصحاب عثمان بن أبي الصلت أو صلت بن عثمان، أو صلت بن أبي الصلت والذي تفرد عن العجاردة بأنه قال: إذا استجاب لنا الرجل وأسلم توليناه وبرئنا من أطفاله لأنه ليس لهم إسلام حتى يدركوا فيدعون إلى الإسلام فيقبلونه..